# (32511) 2001 NX17
(32511) 2001 NX17 – planetoida okrążająca Słońce po nietypowej orbicie.

## Odkrycie
Została odkryta 9 lipca 2001 roku w Socorro w programie LINEAR. Nazwa planetoidy jest oznaczeniem tymczasowym.

## Orbita
(32511) 2001 NX17 okrąża Słońce w ciągu 11 lat i 124 dni w średniej odległości 5,04 j.a. Mimośród jej orbity wynosi 0,43. W swoim obiegu w peryhelium wynoszącym 2,88 j.a. krąży wewnątrz pasa głównego planetoid a w aphelium (7,21 j.a.) znajduje się znacznie dalej niż Jowisz. Według danych z 24 listopada 2007 roku (32511) 2001 NX17 jest jedną z 19 asteroid poruszających się po tak nie typowej orbicie.